# Le Locheur
Le Locheur és un municipi francès situat al departament de Calvados i a la regió de Normandia. L'any 2007 tenia 278 habitants.

## Demografia

### Població
El 2007 la població de fet de Le Locheur era de 278 persones. Hi havia 100 famílies de les quals 24 eren unipersonals (4 homes vivint sols i 20 dones vivint soles), 28 parelles sense fills, 44 parelles amb fills i 4 famílies monoparentals amb fills.
La població ha evolucionat segons el següent gràfic:
Habitants censats

### Habitatges
El 2007 hi havia 106 habitatges, 99 eren l'habitatge principal de la família, 6 eren segones residències i 1 estava desocupat. Tots els 106 habitatges eren cases. Dels 99 habitatges principals, 86 estaven ocupats pels seus propietaris, 11 estaven llogats i ocupats pels llogaters i 2 estaven cedits a títol gratuït; 1 tenia una cambra, 1 en tenia dues, 13 en tenien tres, 18 en tenien quatre i 66 en tenien cinc o més. 84 habitatges disposaven pel capbaix d'una plaça de pàrquing. A 29 habitatges hi havia un automòbil i a 62 n'hi havia dos o més.

### Piràmide de població
La piràmide de població per edats i sexe el 2009 era:
| Homes | Edats   | Dones |
| ----- | ------- | ----- |
| 0     | 95 o +  | 0     |
| 0     | 90 a 94 | 0     |
| 0     | 85 a 89 | 0     |
| 0     | 80 a 84 | 4     |
| 8     | 75 a 79 | 8     |
| 0     | 70 a 74 | 4     |
| 4     | 65 a 69 | 12    |
| 0     | 60 a 64 | 0     |
| 12    | 55 a 59 | 4     |
| 12    | 50 a 54 | 12    |
| 8     | 45 a 49 | 8     |
| 4     | 40 a 44 | 4     |
| 8     | 35 a 39 | 12    |
| 24    | 30 a 34 | 16    |
| 16    | 25 a 29 | 4     |
| 4     | 20 a 24 | 4     |
| 12    | 15 a 19 | 12    |
| 8     | 10 a 14 | 8     |
| 12    | 5 a 9   | 8     |
| 8     | 0 a 4   | 20    |

## Economia
El 2007 la població en edat de treballar era de 174 persones, 132 eren actives i 42 eren inactives. De les 132 persones actives 123 estaven ocupades (67 homes i 56 dones) i 9 estaven aturades (6 homes i 3 dones). De les 42 persones inactives 17 estaven jubilades, 19 estaven estudiant i 6 estaven classificades com a «altres inactius».

### Ingressos
El 2009 a Le Locheur hi havia 96 unitats fiscals que integraven 268 persones, la mediana anual d'ingressos fiscals per persona era de 19.726 €.

### Activitats econòmiques
Dels 5 establiments que hi havia el 2007, 1 era d'una empresa de construcció, 1 d'una empresa de comerç i reparació d'automòbils, 2 d'empreses de transport i 1 d'una entitat de l'administració pública.
L'únic servei als particulars que hi havia el 2009 era una fusteria.
L'any 2000 a Le Locheur hi havia 11 explotacions agrícoles que ocupaven un total de 252 hectàrees.

## Poblacions més properes
El següent diagrama mostra les poblacions més properes.